# Etalon
Etalon je opredmetena mera, merilni instrument, referenčni material ali merilni sistem, katerega namen je, da definira, realizira, ohranja ali reproducira neko enoto ali eno ali več vrednosti veličine, tako da se uporabi kot referenca.
V mednarodnem meroslovju uporabljajo primarne, sekundarne in delovne etalone, odnos med njimi je hierarhičen: primarni etaloni (najvišje kakovosti) se ne sklicujejo na druge standarde, sekundarni etaloni so umerjeni glede na primarni etalon, delovni etaloni, ki se uporabljajo za umerjanje (ali preverjanje) merilnih instrumentov ali drugih materialnih meril, pa se umerjajo glede na sekundarne etalone. Hierarhija ohranja kakovost višjih standardov.